# William T. Watson
William Tharp Watson (Milford, 22 de junio de 1849 - 14 de abril de 1917) fue un banquero y político estadounidense. Fue miembro del Partido Demócrata, quien sirvió en la Asamblea General de Delaware y como Gobernador de Delaware.

## Temprano la vida y la familia
Watson nació 22 de junio de 1849 en Milford, Delaware, hijo de Ruth y Bethuel Tharp Watson y nieto de Gobernador William Tharp. Asistió a Washington College en Chestertown, Maryland y por un tiempo vivía en Filadelfia. Regresó a Milford, donde trabajó con el Delaware, Maryland y Virginia Ferrocarril y el First National Bank. Watson Harriet Beale casado y tenía un hijo, William Jr Ellos vivían en 600 Walnut Street del Norte, Milford, y son miembros de Cristo Iglesia Episcopal en Milford.

## Políticos de carrera
A la vuelta del siglo XX Delaware estaba pasando por una transformación política. Más evidente para el público fue la división sin precedentes en el Partido Republicano causado, en parte, por las ambiciones de Edward J. "Gas" Addicks para un escaño en el EE.UU. Senado. Una compañía de gas industrial, pasó grandes cantidades de su propia fortuna para reconstruir el Partido Republicano en Delaware, aparentemente para ese fin. Este esfuerzo tuvo mucho éxito en gran medida Democrática Condado de Kent y Condado de Sussex, donde se financió la organización de un facción que llegó a ser conocida como "Unión republicanos." Mientras tanto, él estaba haciendo enemigos acérrimos de la Condado de New Castle "Regular republicanos", que lo consideraban nada más que una carpetbagger de Filadelfia.
Watson fue una Democrat, y fue elegido por primera vez a la State House en 1884, pero su elegibilidad fue impugnada debido a su anterior residencia en Filadelfia (Pensilvania). Como resultado de ello no se su asiento y esperó ocho años, hasta 1892, para buscar de nuevo la oficina. Luego, fue elegido miembro de la Senado del Estado, y servido en el período de sesiones 1893/94 y 1895/96 el período de sesiones, cuando él era el altavoz. Las elecciones de 1894, sin embargo, se tradujo en un Republicano State House y un Republicano Gobernador. Independientemente, el Senado del Estado mantuvo su Democrática mayoría, y cuando Gobernador Joshua H. Marvil murió, el altavoz de Senado del Estado, le sucedió. Watson asumió el cargo de Gobernador de Delaware y se sirve desde las 8 de abril de 1895 hasta el enero 19 1897.
Todo el tiempo la Asamblea General de Delaware estaba tratando de elegir un EE.UU. Senador. Desde las dos casas votado en conjunto, los más numerosos republicanos celebró una mayoría absoluta y trató de elegir Henry A. du Pont a la oficina. Sin embargo, el republicanos se dividieron y suficiente apoyo a la candidatura de Addicks apenas a evitar una mayoría de la elección de du Pont. Luego, con la adhesión de Watson a la Gobernador de oficina, el número total de los miembros parece ser reducido y du Pont había una mayoría. El Asamblea General de Delaware fue a votar sólo para encontrar Watson habían regresado a su viejo Senado del Estado asiento, emitir su voto para el Democrática candidato, pero lo más importante es la prevención de du Pont a partir de la recepción de una mayoría. Esta fue una acción sin precedentes por un Gobernador, pero el Delaware Constitución de 1831 y, a continuación, en efecto, no abordar la cuestión. El Republicano altavoz de State House rechazaron la votación y certificado de la elección de Pont du, pero el Democrática controlada EE.UU. Senado rechazaron sus credenciales, con lo que la preservación de su propia mayoría. Esto, por supuesto, fue el verdadero propósito detrás de la acción de Watson. El pronto a ser redactado, Delaware Constitución de 1897, resolvió la cuestión de una buena mediante la creación de la oficina independiente de Teniente Gobernador.
Debido a Gobernador Marvil de la muerte, la Asamblea General prevista la próxima elección a gobernador en 1896, dos años en el término. Delaware's elecciones para gobernador se han celebrado en el año de la EE.UU. Presidencial elección desde entonces.

## Muerte y legado
Watson murió 14 de abril de 1917 en Milford, Delaware, y está enterrado allí, en el cementerio de los becarios impar.

## Almanaque
Las elecciones se celebran el primer martes después del 1.º de noviembre. Los miembros de la Asamblea General de Delaware tomó posesión de su cargo el primer martes de enero. Estado senadores tienen un mandato de cuatro años. El Gobernador asuma el cargo el tercer martes de enero y tiene un mandato de cuatro años.